# Mario Checcacci
Mario Checcacci, né le 29 avril 1909 à Livourne et mort le 17 janvier 1987 à Sacile, est un rameur d'aviron italien.

## Carrière
Mario Checcacci remporte en huit la médaille d'argent aux Jeux olympiques d'été de 1936 à Berlin avec Dino Barsotti, Enrico Garzelli, Guglielmo Del Bimbo, Cesare Milani, Enzo Bartolini, Oreste Grossi, Dante Secchi et Ottorino Quaglierini.